# Psydrax odoratus
L'alaheʻe (Psydrax odoratus (G.Forst.) A.C.Sm. & S.P.Darwin, 1988)  è una pianta angiosperma della famiglia delle Rubiacee, nativa delle isole del Pacifico, Malaysia e Australasia.

## Descrizione
La specie può raggiungere dai 2 ai 9 metri di altezza, un'ampiezza da 1 a 2 metri ed ha un tronco largo fino a 10 cm. Le sue foglie sono di colore verde brillante, sono di forma ellittica e possono giungere ad una lunghezza di 89 mm. I frutti della pianta sono rotondi, di colore nero e larghi. Essi producono numerosi semi, che sono spesso attaccati dalla Orneodes objurgatella, una specie di falena la cui  larva causa molti danni.
La specie può crescere in terre cespugliose aride ed in foreste sia secche che umide fino ad un'altezza di 820 m s.l.m.
Gli abitanti originari delle Hawaii ne usano il durissimo legno per fare koʻi alaheʻe (asce per tagliare legni più morbidi quali Erythrina sandwicensis), punteruoli per estrarre radici dal terreno e corte lance. Dalle foglie si otteneva un colorante nero.